# Абсентеизм

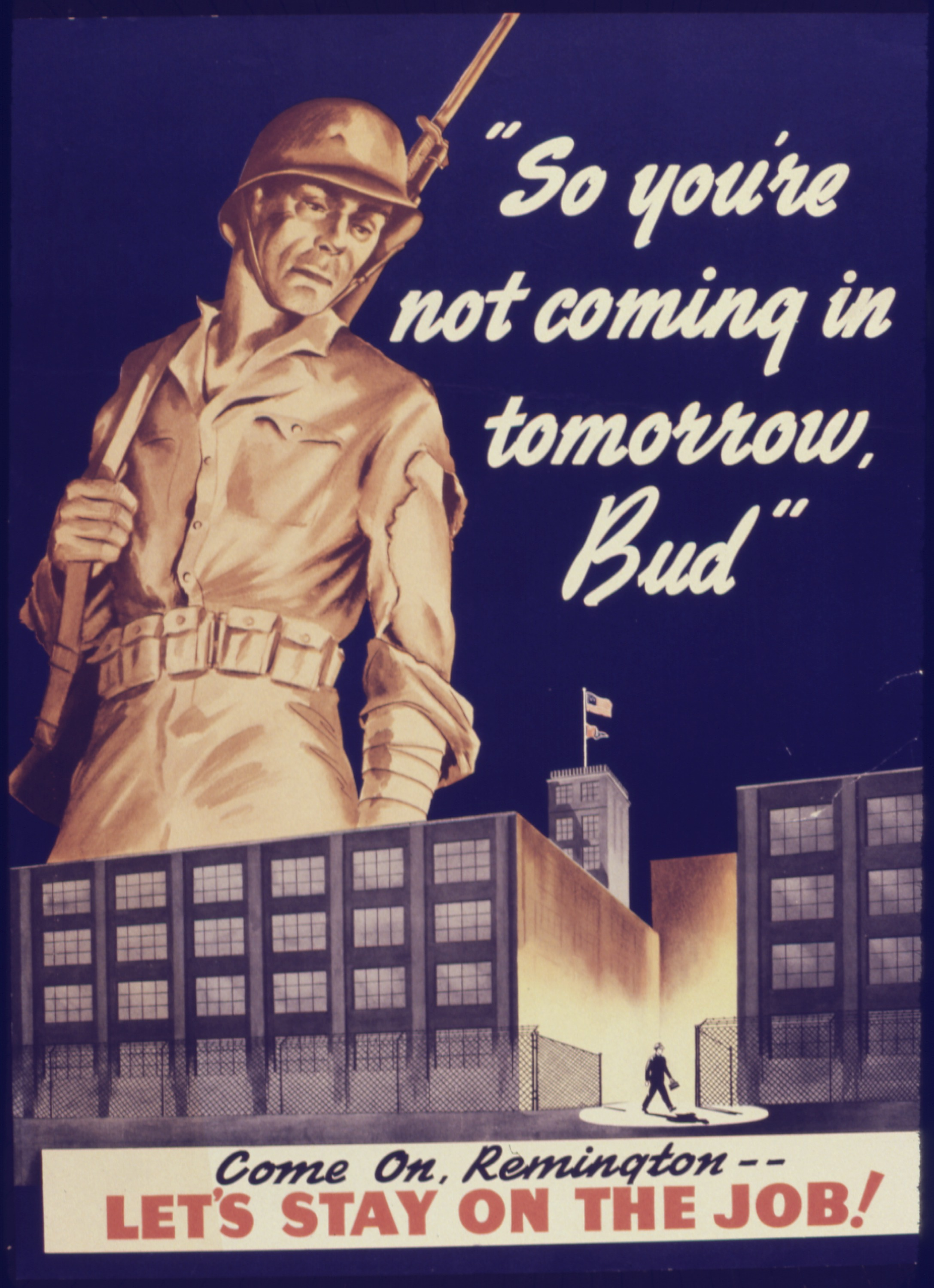
Плакат против рабочего абсентеизма времён Второй мировой войны

Абсентеи́зм (от лат. absens, absentis — отсутствующий, англ. absenteeism) — (1) уклонение избирателей от участия в голосовании на выборах, или, в более широком понимании, политическое поведение, характеризующееся бездействием, то есть уклонением от какого-либо политического участия (электоральное поведение, партийная деятельность, участие в митингах и демонстрациях и т. д.), но главным образом подразумевается уклонение от электоральных функций; (2) поведенческая модель, при которой работник систематически отсутствует на рабочем месте и избегает своих обязанностей. Традиционно абсентеизм рассматривается как индикатор плохой индивидуальной производительности и как одна из главных проблем менеджмента, исследование которой развивается в экономических и квази-экономических терминах. Последние исследования в этой области сосредоточились на рассмотрении и осмыслении абсентеизма в роли индикатора психологической, медицинской и социальной адаптации к работе. Рабочие часто оправдывают невыход на работу медицинскими показаниями, предоставляют подтверждение от врача.
а) наиболее видная психологическая модель «ухода» (withdrawal model) предполагает, что абсентеизм представляет собой реакцию индивида на неудовлетворительные рабочие условия. Данная модель находит эмпирические подтверждения отрицательной связи между отсутствием на рабочем месте и общей удовлетворённостью работой. Более того, данная теория находит подтверждение «прогресса ухода», начиная с невинных опозданий до прогулов работы и заканчивая увольнениями. Психологические исследования также указывают на предрасположенность сотрудников к абсентеизму. Факторы, связанные с отсутствием на работе, могут включать стресс, проблемы, связанные с семьей, культуру работы, способность сотрудников выполнять работу и отношения начальник-подчинённый. 
Мерой абсентеизма чаще всего выступает общее количество пропущенных дней (или часов) или частота отсутствия сотрудника на работе. Учитываются пропуски как по уважительной, так и по неуважительной причине.
Абсентеизм, наряду с текучестью кадров, является одним из главных показателей эффективности работы с персоналом, которая направлена на создание успешного личностно-организационного соответствия.
Абсентеизм, являясь одной из самых распространённых причин увольнения сотрудников, наносит серьёзный экономический ущерб предприятиям.

## Контекст применения термина
В общем случае термин обозначает уклонение от обязанностей.
Это явление, противоположное презентеизму. В сфере трудовых отношений применяется для обозначения явления частого отсутствия работника на своём месте, зачастую без уважительной причины. Например, один день отсутствия из-за плохого самочувствия, но без посещения врача. Частое отсутствие работников может служить индикатором как слабой морали, так и синдрома больного здания.
Коэффициент абсентеизма — это отношение числа дней невыхода сотрудников на работу к общему числу рабочих дней в течение месяца, года.